# 신시모노세키역
신시모노세키역(일본어: 新下関駅 신시모노세키에키[*])은 일본 야마구치현 시모노세키시에 있는 철도역이다.

## 승강장
| 1·2 | 산요 신칸센 | (하행) | 고쿠라・하카타・가고시마 중앙 방면 | 1번 승차장은 단물 첫차에 한함 |
| 3   | 산요 신칸센 | (상행) | 히로시마・신오사카 방면            |                               |
| 4   | ■산요 본선  | (상행) | 아사・신야마구치 방면              |                               |
| 6   | ■산요 본선  | (하행) | 시모노세키 방면                    |                               |

## 역 주변

### 대학
- 시모노세키 시립 대학
- 도아 대학

### 쇼핑
- You me City 시모노세키

## 버스
- 산덴 교통(일본어: サンデン交通)

## 인접 역
| 서일본 여객철도 산요 신칸센 | 서일본 여객철도 산요 신칸센 | 서일본 여객철도 산요 신칸센 |
| --------------------------- | --------------------------- | --------------------------- |
| 아사 신오사카 방면          | ■ 산요 · 규슈 신칸센        | 고쿠라 하카타 방면          |
| 서일본 여객철도 산요 본선   |                             |                             |
| 조후 신야마구치 방면        | 보통                        | 하타부 시모노세키 방면      |